# Manzoni (famiglia)

Stemma del conte Alessandro Manzoni

Il Casato dei Manzoni è un'antica famiglia nobiliare proveniente dalla Valsassina e inurbatasi prima a Lecco, nel XVI secolo, e poi a Milano, a partire dal '700. Tuttora esistente, i rappresentanti più famosi di tale famiglia sono stati lo scrittore e poeta romantico Alessandro Manzoni (1785-1873) e Piero Manzoni (1933-1963), artista di fama internazionale.

## Origini

### Imprenditori in Valsassina

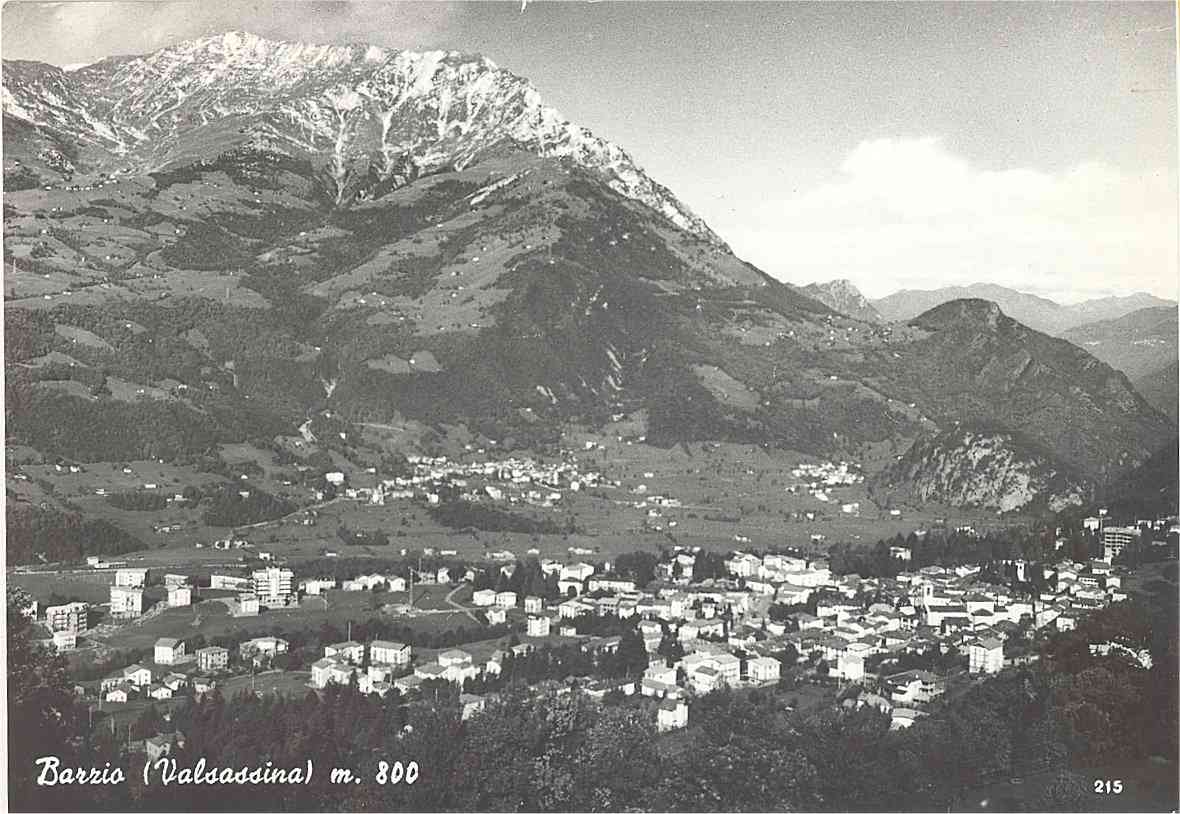
Barzio, patria d'origine della famiglia Manzoni, in una cartolina del 1964.

La famiglia Manzoni è originaria di Barzio, un paesino della Valsassina, valle del lecchese. Le prime testimonianze affermano che la famiglia Manzoni era presente in tale zona già a partire dal XV secolo, anche se del capostipite della famiglia, Messer Giacomo Maria, è attestata la presenza attiva nella seconda metà del secolo successivo. Qui i Manzoni, datisi al commercio e all'imprenditoria attraverso l'estrazione del ferro, si resero noti anche per la rivalità con alcune famiglie locali già da tempo inserite in questo circuito economico, gli Arrigoni e i Fondra. Inoltre, erano noti presso i contadini della zona per la loro alterigia: si narra, infatti, che chiunque passasse davanti al loro palazzo, dovesse togliersi il cappello e salutare, se non c'erano i membri della famiglia, perlomeno il loro cane.

### La ramificazione della famiglia
Sul finire del XVI secolo, i figli di Giovanni Maria Claudio, cioè Giacomo Maria (1514-1606), Antonio (?-?) e Domenico Maria (1517-1583) diedero origine ai tre rami principali della famiglia Manzoni:
- da Giacomo Maria discenderà il ramo della Valsassina, che nel corso delle generazioni darà alla luce il romanziere Alessandro Manzoni [4]
- da Antonio si svilupperà il ramo dei Manzoni di Padova (che poi a sua volta diede origine a quello di Venezia Agordo Belluno) [4]
- da Domenico Maria, infine, il ramo di Chiosca e Poggiolo (da quest'ultimo si svilupparono, nel XIX secolo, quello dei Manzoni-Borghesi e quello dei Manzoni-Ansidei, tristemente celebre per essere stato oggetto dell'eccidio di tutti i suoi membri [4]

## La linea della Valsassina

### Giacomo Maria Manzoni

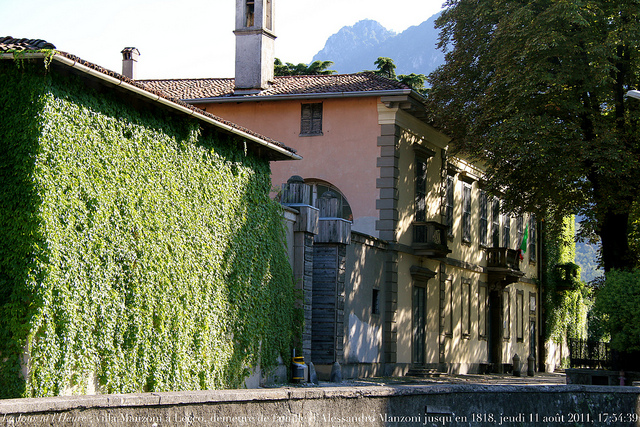
Il Palazzo dei Manzoni al Caleotto, Lecco, acquistato da Giacomo Maria Manzoni. Oggi ospita il Museo Civico Manzoniano.

Un trisnipote di Giacomo, Giacomo Maria Manzoni (1576-1642), fu al centro di un episodio che, per il carattere della vicenda, ricorda molto da vicino quella degli untori narrati nella Storia della colonna infame. Giacomo Maria portò all'esacerbazione i rapporti commerciali con gli Arrigoni e i Fondra i quali, per vendicarsi del rivale, gli addossarono la colpa di aver propagato la pestilenza del 1630 affidando a tale Francesco Manzoni (chiamato con l'appellativo di Bonazzo) l'incarico di spargere il morbo con ungenti particolari. Il processo contro Giacomo Maria, però, si risolse a suo favore: nonostante il Bonazzo fosse condannato alla pena capitale insieme all'Arrigoni, Giacomo Maria fu scagionato da tutte le accuse.
Giacomo Maria, che il 12 giugno 1611 sposò Ludovica Airoldi (morta poi di peste nel 1630), si trasferì nella località lecchese del Caleotto, dove acquisì il 5 giugno 1614 da Adamo Mazzucconi un palazzo che oggi ospita il museo manzoniano locale.

### Dal '600 al '700

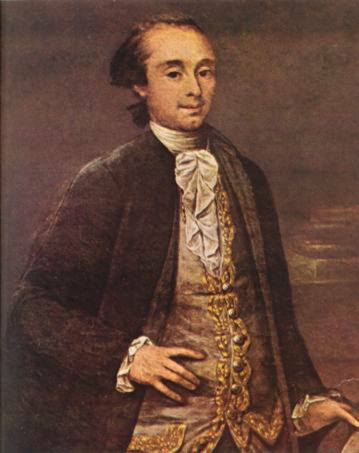
Andrea Appiani, Ritratto di Pietro Manzoni, olio su tela, Casa Manzoni, Brusuglio.

Il figlio di Giacomo Maria e Ludovica Airoldi, Alessandro Valeriano (1617-1679), fu il primo a dare inizio alla sequela dei membri della linea lecchese da cui discenderà poi il celebre romanziere romantico. Sposatosi il 5 maggio 1639 con Decia Francesca Piazzoni, Alessandro Valeriano continuò la sua discendenza attraverso Pietro Antonio Pasino (1657-1736), notaio praticante in Milano il quale, nel 1691, ottenne il feudo di Moncucco nel novarese da parte di Carlo II, re di Spagna. Con Pietro Antonio Pasino, i Manzoni cominciarono a spostare progressivamente il loro raggio d'azione verso il capoluogo lombardo, senza tuttavia rinunciare a soggiorni nell'avito dominio lecchese. A testimonianza di quest'inurbamento a Milano, vi sono infatti il matrimonio del figlio di Pietro Antonio, Alessandro Valeriano (1686-1773), con Maria Porro nella chiesa di San Michele alla Chiusa di Milano (29 febbraio 1724).

#### Francesca Manzoni
Francesca Manzoni (1710-1743) fu un membro importante del ramo dei Manzoni-Valsassina. Nata a Barzio da Cesare, noto giurencosulto, in giovane età scrisse numerose tragedie sacre e fu rinomata come fine poetessa, divenendo socia di varie accademie. La breve parentesi della sua vita, stroncata in seguito alla febbre puerperale contratta in seguito ad un parto difficile, non permise alla Manzoni di produrre ulteriori opere.

### Pietro Antonio
Dal matrimonio tra Alessandro Valeriano e Maria Porro nacquero ben 18 figli, il decimo dei quali, Pietro Antonio Maria Ignazio (1736-1807), fu il genitore (presunto) di Alessandro Manzoni. Questi, risultante intorno al 1750 chierico, ritornò allo stato laicale negli anni '60 circa. Sposatosi prima con la nobildonna Maria Teresa Maineri nel 1759, Pietro Antonio rimase vedovo nel 1775, e nel 1782 ottenne la mano di Giulia Beccaria, figlia del noto giureconsulto Cesare Beccaria. Uomo austero di costumi, profondamente religioso e amante della cultura (specie delle antichità), Pietro Antonio si trasferì a Milano nel 1770, in via San Damiano lungo i Navigli, insieme alla moglie Maria Teresa, al fratello Paolo, canonico del Duomo, e alla sorella monaca Maria Teresa scacciata dal suo monastero dopo le soppressioni operate dall'imperatore Giuseppe II. Nella casa meneghina Pietro era solito trascorrere i mesi invernali, mentre d'estate li passava nella villa avita del Caleotto.

### Alessandro Manzoni

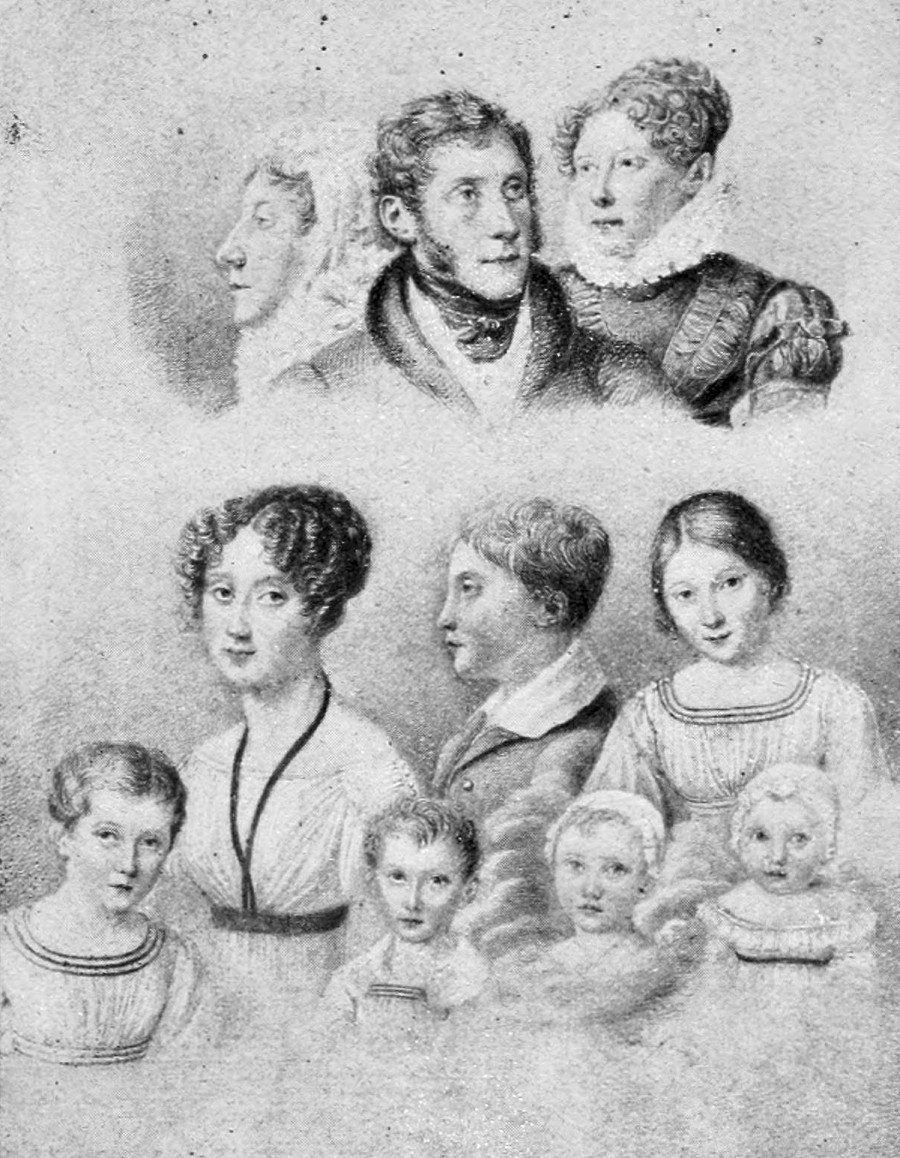
La famiglia Manzoni all'epoca del viaggio a Firenze, disegno di Ernesta Legnani Bisi. Da sinistra a destra: (in alto) Giulia Beccaria, Alessandro Manzoni ed Enrichetta Blondel; (in basso, nella seconda fila): Giulia, Pietro Luigi e Cristina; (in basso, nella prima fila): Sofia, Enrico, Clara e Vittoria. Gli ultimi due figli, nel 1827, non erano ancora nati.

Il figlio di Pietro Antonio, Alessandro Francesco Tommaso Antonio (1785-1873), nacque in via San Damiano al civico 20 il giorno 7 marzo. Del celebre scrittore, in questa sede, si ricorderanno alcuni eventi biografici relativi alla sua famiglia. Sposatosi con la svizzera Enrichetta Blondel (1791-1833), figlia di un grosso imprenditore calvinista, il 6 febbraio 1808 a Milano con rito civile, Alessandro Manzoni ebbe da lei 10 figli, otto dei quali premorti al padre. Successivamente, rimasto vedovo di Enrichetta, Manzoni si risposò il 2 gennaio 1837 con Teresa Borri vedova Stampa (1799-1861), da cui non ebbe figli.
Importante da ricordare, sempre in relazione alle vicende della sua famiglia, la decisione di vendere, con atto notarile dell'11 novembre 1818 rogato da Innocenzo Valsecchi, la proprietà lecchese del Caleotto all'imprenditore G.Scola per 105.000 lire italiane. Terminò così, dopo duecento anni, la presenza della famiglia Manzoni nella località lecchese. Per quanto riguarda invece il titolo nobiliare di feudatario di Moncucco, esso non fu riconosciuto a Pietro Manzoni dalle autorità austriache in quanto situato nel Regno di Sardegna: come compenso, nel 1771 fu permesso a Pietro di fregiarsi del titolo di "don", trattamento con cui verrà chiamato anche il figlio. Il riconoscimento nobiliare cambierà con l'istituzione del Regno d'Italia nel 1861, in quanto il titolo comitale, a suo tempo disconosciuto dalle autorità austriache, verrà definitivamente riconosciuto ad Alessandro Manzoni non appena la città di Roma decise di conferirgli la cittadinanza onoraria (1872).

### La discendenza patrilineare di Alessandro Manzoni
L'autore de I promessi sposi ebbe dalla Blondel tre figli maschi:
- Pietro Luigi (21 luglio 1813 - 28 aprile 1873), sposato con Giovanna Visconti (1822-1886) e dal cui matrimonio nacque l'esploratore (Lo)renzo Manzoni (1852-1918), il quale a sua volta ebbe due figli prematuramente scomparsi da Massimiliana Sellier: Pier Luigi (1890-1891) ed Egle (1892-1915)[20].
- Filippo (18 marzo 1826 - 8 febbraio 1868), sposato con Erminia Catena[21]. Dal matrimonio nacquero i figli Giulio (1850-1890) e Massimiliano Manzoni (1853-1899)[22], senza discendenza; e Cristina, andata in sposa al cugino Eugenio Manzoni (figlio di Enrico) da cui ebbe solo discendenza femminile (Erminia e Eugenia)[23].
- Enrico (7 giugno 1819 - 28 ottobre 1881), il secondogenito, si sposò nel 1843 con Emilia Radaelli (Milano, 7 gennaio 1824 - Limbiate, 12 maggio 1896)[24]. Rispetto ai fratelli, soltanto Enrico riuscì a dare una duratura discendenza al famoso padre. Ebbe i seguenti figli: 
  - Enrichetta (Renate, 6 agosto 1844 - Casatenovo, 9 settembre 1907), maritatasi nel 1862 con Giovanni Battista Preti[24].
  - Alessandro (Renate, 11 febbraio 1846- Lecco, 8 giugno 1910[24][25]), il quale si sposò a Milano il 21 settembre 1872[24] con Elvira Costa[26]. Da questo matrimonio, a dispetto degli altri due fratelli, nacquero i seguenti figli che ebbero tutti discendenza[27]:
    - Sofia (1873-1949), andata in sposa a Michele Darbesio, prefetto del Regno d'Italia, nel 1894[24].
    - Alessandro (Firenze, 6 novembre 1874 - Como, 15 novembre 1940) sposato in prime nozze a Milano il 18 agosto 1897 con Maria Giuseppa Argenti y Pizzi[26] e in seconde nozze con Enrica Fumagalli. Dal primo matrimonio nacque Enrico Manzoni (n. Milano 14 dicembre 1909[26]), il quale a sua volta ebbe Cesare Manzoni (1936), sposatosi con Giovanna Moretti nel 1973[28].
    - Adelchi (Roma, 1º novembre 1877- Roma, 14 marzo 1924), capitano del Regio Esercito, maritatosi con Guglielmina Höllrigl nel 1914 dal cui matrimonio nacque Alessandro (Roma, 31 marzo 1920 - viv. nel 1988[29]) che a sua volta si sposò con Emilia Mantegazza nel 1951[30].
    - Enrico (Lecco, 26 ottobre 1881 - Capodistria, 24 agosto 1968), avvocato[31], sposa in prime nozze Ida de Carli e poi Giovanna Altpfart. Senza discendenti[30].
    - Giulia Vittoria (Lecco, 30 gennaio 1890 - Madrid, 9 novembre 1948), maritatosi nel 1918 con Eurialo Muzio Pistolesi da cui ebbe Alessandro Pistolesi e Clelia Elvira, l'ultima dei quali diede inizio al ramo spagnolo dei Manzoni sposandosi con Alfonso Prieto de Arozarena[32].

  - Sofia (Renate, 9 febbraio 1851 - Milano, 5 agosto 1865)[33].
  - Lucia (Renate, 8 agosto 1853 - Roma, 5 ottobre 1929), maritatasi nel 1874 con Carlo Fumagalli[33].
  - Bianca (Renate, 16 gennaio 1858 - Roma, 16 maggio 1928), maritatasi nel 1878 con Pietro Fregonara[23].
  - Dagli altri due figli maschi di Enrico di Alessandro Manzoni, ossia Eugenio (Renate, 11 dicembre 1855 - Milano, 23 novembre 1890), andato in sposa alla cugina Cristina, si è già parlato. Di Ludovico (10 settembre 1860, Casatenovo - 6 maggio 1942, ibidem), maritatosi nel 1887 con Irene Corti, non ebbe discendenza[23].
  - Erminia (Milano, 2 novembre 1863 - Torino, 27 dicembre 1903), maritatasi con Ettore Gelera[34].

## Tavole genealogiche
Arme: D'argento, al manzo passante di rosso, con la testa cornata d'oro, sormontata da una stella dello stesso
|                            |                            |                   |                   |                      |                      |                    |                     |                     |                           |                           |                                  |                                  |                            |                            |
|                            |                            |                   |                   |                      |                      | Giacomo XV secolo  |                     |                     |                           |                           |                                  |                                  |                            |                            |
|                            |                            |                   |                   |                      |                      |                    |                     |                     |                           |                           |                                  |                                  |                            |                            |
|                            |                            |                   |                   |                      |                      |                    |                     |                     |                           |                           |                                  |                                  |                            |                            |
|                            |                            |                   |                   |                      | Simone viv. 1455     | Simone viv. 1455   | Guglielmo viv. 1455 | Guglielmo viv. 1455 |                           |                           |                                  |                                  |                            |                            |
|                            |                            |                   |                   |                      |                      |                    |                     |                     |                           |                           |                                  |                                  |                            |                            |
|                            |                            |                   |                   |                      |                      |                    |                     |                     |                           |                           |                                  |                                  |                            |                            |
| Giacomo viv. 1489          | Giacomo viv. 1489          | Maffeo viv. 1481  | Maffeo viv. 1481  | Bartolomeo viv. 1494 | Bartolomeo viv. 1494 |                    | Francesco viv. 1481 | Francesco viv. 1481 |                           |                           | Pasio viv. 1507                  | Pasio viv. 1507                  |                            |                            |
|                            |                            |                   |                   |                      |                      |                    |                     |                     |                           |                           |                                  |                                  |                            |                            |
|                            |                            |                   |                   |                      |                      |                    |                     |                     |                           |                           |                                  |                                  |                            |                            |
| Giovanni Antonio viv. 1512 | Giovanni Antonio viv. 1512 | Lorenzo viv. 1507 | Lorenzo viv. 1507 | Antonio viv. 1507    | Antonio viv. 1507    | Ambrogio viv. 1492 | Ambrogio viv. 1492  |                     |                           |                           | Giovanni Maria Claudio viv. 1570 | Giovanni Maria Claudio viv. 1570 |                            |                            |
|                            |                            |                   |                   |                      |                      |                    |                     |                     |                           |                           |                                  |                                  |                            |                            |
|                            |                            |                   |                   |                      |                      |                    |                     |                     |                           |                           |                                  |                                  |                            |                            |
|                            |                            |                   |                   |                      | Pietro viv. 1554     | Pietro viv. 1554   | Giacomo viv. 1555   | Giacomo viv. 1555   | Giacomo Maria *1514 †1606 | Giacomo Maria *1514 †1606 | Antonio *? †?                    | Antonio *? †?                    | Domenico Maria *1517 †1583 | Domenico Maria *1517 †1583 |
|                            |                            |                   |                   |                      |                      |                    |                     |                     |                           |                           |                                  |                                  |                            |                            |
|                            |                            |                   |                   |                      |                      |                    |                     |                     |                           |                           |                                  |                                  |                            |                            |
|                            |                            |                   |                   |                      |                      |                    |                     |                     | Ramo Valsassina ·         | Ramo Valsassina ·         | Ramo Padova ·                    | Ramo Padova ·                    | Ramo Chiosca e Poggiolo ·  | Ramo Chiosca e Poggiolo ·  |

### Ramo Valsassina
I Manzoni di Valsassina sono presenti negli Elenchi Ufficiali Nobiliari Italiani a volte con i titoli di Don e Donna, di Signore e una volta di Conte di Moncucco, quasi sempre di Nobile.
Arme: Interzato in fascia, al 1º d'oro, all'aquila di nero, coronata del campo; al 2º di rosso, al bue d'argento, passante, al 3º bandato d'argento e di rosso
|                             |                             |                           |                           |                                  |                                  |                                   |                                   |                            |                                |                                |                                         |                                         |                          |                       |
|                             |                             |                           |                           |                                  |                                  |                                   |                                   |                            |                                | Giacomo Maria *1514 †1606      |                                         |                                         |                          |                       |
|                             |                             |                           |                           |                                  |                                  |                                   |                                   |                            |                                |                                |                                         |                                         |                          |                       |
|                             |                             |                           |                           |                                  |                                  |                                   |                                   |                            |                                |                                |                                         |                                         |                          |                       |
|                             |                             |                           |                           |                                  |                                  |                                   |                                   | Pasino *? †1592            | Pasino *? †1592                | Giovanni Angelo XVI secolo     | Giovanni Angelo XVI secolo              | Pompeo XVI secolo                       | Pompeo XVI secolo        |                       |
|                             |                             |                           |                           |                                  |                                  |                                   |                                   |                            |                                |                                |                                         |                                         |                          |                       |
|                             |                             |                           |                           |                                  |                                  |                                   |                                   |                            |                                |                                |                                         |                                         |                          |                       |
|                             |                             |                           |                           |                                  |                                  |                                   | Giacomo Maria *1576 †1642         | Giacomo Maria *1576 †1642  | Giovanni Maria XVI/XVII secolo | Giovanni Maria XVI/XVII secolo | Giacomo *? †?                           | Giacomo *? †?                           | Giovanni Pietro *? †?    | Giovanni Pietro *? †? |
|                             |                             |                           |                           |                                  |                                  |                                   |                                   |                            |                                |                                |                                         |                                         |                          |                       |
|                             |                             |                           |                           |                                  |                                  |                                   |                                   |                            |                                |                                |                                         |                                         |                          |                       |
|                             |                             |                           | Francesco Pasino †1702    | Francesco Pasino †1702           | Alessandro *1617 †1679           | Alessandro *1617 †1679            | Francesco *1625 †1630             | Francesco *1625 †1630      | Pomponio †1679                 | Pomponio †1679                 | Giovanni Maria Cipriano (ill.) *1635 †? | Giovanni Maria Cipriano (ill.) *1635 †? |                          |                       |
|                             |                             |                           |                           |                                  |                                  |                                   |                                   |                            |                                |                                |                                         |                                         |                          |                       |
|                             |                             |                           |                           |                                  |                                  |                                   |                                   |                            |                                |                                |                                         |                                         |                          |                       |
|                             |                             |                           |                           | Giacomo Maria *1652 †1726        | Giacomo Maria *1652 †1726        | Pietro Antonio Pasino *1657 †1736 | Pietro Antonio Pasino *1657 †1736 |                            |                                |                                |                                         |                                         |                          |                       |
|                             |                             |                           |                           |                                  |                                  |                                   |                                   |                            |                                |                                |                                         |                                         |                          |                       |
|                             |                             |                           |                           |                                  |                                  |                                   |                                   |                            |                                |                                |                                         |                                         |                          |                       |
|                             |                             |                           |                           | Alessandro Valeriano *1686 †1752 | Alessandro Valeriano *1686 †1752 | Giovanni Antonio *1694 †?         | Giovanni Antonio *1694 †?         | Pavolo Antonio *1696 †1781 | Pavolo Antonio *1696 †1781     |                                |                                         |                                         |                          |                       |
|                             |                             |                           |                           |                                  |                                  |                                   |                                   |                            |                                |                                |                                         |                                         |                          |                       |
|                             |                             |                           |                           |                                  |                                  |                                   |                                   |                            |                                |                                |                                         |                                         |                          |                       |
| Pietro Giovanni *1726 †1727 | Pietro Giovanni *1726 †1727 | Paolo Antonio *1729 †1800 | Paolo Antonio *1729 †1800 | Giovanni Antonio *1732 †1732     | Giovanni Antonio *1732 †1732     | Pietro Antonio *1736 †1807        | Pietro Antonio *1736 †1807        | Fermo Giacomo *1740 †?     | Fermo Giacomo *1740 †?         |                                |                                         |                                         |                          |                       |
|                             |                             |                           |                           |                                  |                                  |                                   |                                   |                            |                                |                                |                                         |                                         |                          |                       |
|                             |                             |                           |                           |                                  |                                  |                                   |                                   |                            |                                |                                |                                         |                                         |                          |                       |
|                             |                             |                           |                           |                                  |                                  | Alessandro *1785 †1873            |                                   |                            |                                |                                |                                         |                                         |                          |                       |
|                             |                             |                           |                           |                                  |                                  |                                   |                                   |                            |                                |                                |                                         |                                         |                          |                       |
|                             |                             |                           |                           |                                  |                                  |                                   |                                   |                            |                                |                                |                                         |                                         |                          |                       |
|                             |                             | Pietro Luigi *1813 †1873  | Pietro Luigi *1813 †1873  |                                  |                                  | Enrico *1819 †1881                | Enrico *1819 †1881                |                            |                                |                                | Filippo *1826 †1868                     | Filippo *1826 †1868                     |                          |                       |
|                             |                             |                           |                           |                                  |                                  |                                   |                                   |                            |                                |                                |                                         |                                         |                          |                       |
|                             |                             |                           |                           |                                  |                                  |                                   |                                   |                            |                                |                                |                                         |                                         |                          |                       |
|                             |                             | Lorenzo *1852 †1918       | Lorenzo *1852 †1918       | Alessandro *1846 †1910           | Alessandro *1846 †1910           | Eugenio *1855 †1890               | Eugenio *1855 †1890               | Ludovico *1860 †1942       | Ludovico *1860 †1942           | Giulio *1850 †1890             | Giulio *1850 †1890                      | Massimiliano *1853 †1899                | Massimiliano *1853 †1899 |                       |
|                             |                             |                           |                           |                                  |                                  |                                   |                                   |                            |                                |                                |                                         |                                         |                          |                       |
|                             |                             |                           |                           |                                  |                                  |                                   |                                   |                            |                                |                                |                                         |                                         |                          |                       |
|                             |                             | Pier Luigi *1890 †1891    | Pier Luigi *1890 †1891    | Adelchi *1877 †1924              | Adelchi *1877 †1924              |                                   |                                   |                            |                                |                                |                                         |                                         |                          |                       |
|                             |                             |                           |                           |                                  |                                  |                                   |                                   |                            |                                |                                |                                         |                                         |                          |                       |
|                             |                             |                           |                           |                                  |                                  |                                   |                                   |                            |                                |                                |                                         |                                         |                          |                       |
|                             |                             |                           |                           | Alessandro *? †?                 |                                  |                                   |                                   |                            |                                |                                |                                         |                                         |                          |                       |

### Ramo Padova
Il ramo Padova della famiglia Manzoni è iscritto nel Libro d'oro della nobiltà italiana e nell'Elenco Ufficiale Nobiliare Italiano col titolo di Nobili, poi di Marchesi. I figli di Francesco vennero ascritti, nel 1669, nel Patrio Consiglio Nobiliare di Padova e, il 15 novembre 1682, ottennero il titolo di Marchesi conferitogli da Giovanni III di Polonia. Lo stesso titolo venne riconosciuto l'11 agosto 1685 anche dalla Serenissima Repubblica di San Marco che li aggregò anche al Patriziato Veneto e a quei Possedimenti il 21 giugno 1687.
Arme: Inquadrato al 1º e 4º d'oro all'aquila bicipide di nero, coronata in campo; al 2º e 3ºdi rosso all'aquila bicipide coronata di argento; in centro sul tutto d'argento al manzo in nero passante
|                |                |                       |                       |                       |               |                               |                               |
|                |                |                       |                       | Antonio *XV secolo †? |               |                               |                               |
|                |                |                       |                       |                       |               |                               |                               |
|                |                |                       |                       |                       |               |                               |                               |
|                |                | Francesco *1586 †1648 | Francesco *1586 †1648 |                       |               | Giovanni *? †?                | Giovanni *? †?                |
|                |                |                       |                       |                       |               |                               |                               |
|                |                |                       |                       |                       |               |                               |                               |
| Giovanni *? †? | Giovanni *? †? | Giuseppe *? †?        | Giuseppe *? †?        | Antonio *? †?         | Antonio *? †? | Ramo Venezia Agordo Belluno · | Ramo Venezia Agordo Belluno · |

### Ramo Venezia Agordo Belluno
Giovanni, fratello minore di Francesco del ramo Padova, diviene Patrizio di Venezia e suo figlio Antonio diviene anche Nobile di Agordo e di Belluno. Questo ramo è iscritto nel Libro d'oro della nobiltà italiana e nell'Elenco Ufficiale Nobiliare Italiano con il titolo di Nobile.
Arme: Troncato di argento e di nero, alla banda di rosso, carica di tre bisanti d'oro, accompagnata nel 1º punto a sinistra da una testa di manzo nero, in maestà, anellata d'oro; nel secondo punto a destra da un covone d'argento
|                |  |
| Giovanni *? †? |  |
|                |  |
|                |  |
| Antonio *? †?  |  |

### Ramo di Chiosca e Poggiolo
La gens del ramo di Chiosca e Poggiolo era della Val Brembana  (località San Giovanni Bianco), poi detti di Bergamo, di Solarolo e di Lugo di Romagna.
Arme (I): Manzo bianco rampante con stella d'oro a cinque punte tra le corna, addossato a una quercia a colori naturali, il tutto in campo azzurro cielo e verde campagna

Arme (II): Inquartato nel 1º, 2º e 3º d'azzurro al destrocherio armato al naturale tenente una mazza d'argento, posta in banda, con una stella d'oro a sei punte nel canton sinistro del capo; nel 4º d'argento a tre spine di pesce di rosso poste in fascia
Motti d'Arme: Ubi centrum ego sum; Usque ad mortem et ultra
Il capostipite del ramo di Chiosca e Poggiolo è Domenico Maria, detto il Grinfia, figlio di Giovanni Maria di Valsassina. Altri componenti di questo ramo:
- Matilde (*1624 †1687) - sposa, nel 1654, Alessandro di Giacomo Maria del ramo Valsassina
- Antonio (*1665 †1724) - nobile di Lugo e Ravenna, amministratore unico dei beni della famiglia Bentivoglio di Bologna
- Virgilio (*1675 †1735) - comandante delle Truppe Pontificie nella Legazione di Ferrara[52], Nobile di Lugo, Ravenna e Ferrara
- Giuseppe (*1701 †1763) - capitano delle Truppe Estensi in Modena, Nobile di Lugo, Ravenna, Ferrara e Modena
- Matteo (*1708 †1749) - capitano nelle Truppe Imperiali Austriache poi frate cappuccino, quindi certosino in Ferrara
- Antonio (*1733 †1799) - capitano nelle Truppe del Regno di Polonia, poi Comandante delle Truppe Estensi in Modena, Patrizio di Lugo, Modena e Ferrara, poi Conte di Chiosca e Poggiolo con Decreto del Duca Francesco III d'Este il 23 novembre 1768
- Virgilio (*1736 †1807) - colonnello nelle Truppe Estensi poi in quelle papali
- Giambattista (*1762 †1829) - capo degli insorti lughesi contro le Truppe di Napoleone nel 1796
- Giacomo Maria (*1816 †1889) - figlio del precedente, volontario garibaldino, Ministro del Tesoro durante la Repubblica romana del 1849, insignito del patriziato dalla Repubblica di San Marino
- Domenico Maria, fratello di Giacomo (*1817 †1872)
- Angelo (*1842 †1895), fu sindaco di Lugo nel 1870-71
- Luigi (*1844 †1905)
- Agostino Bartolomeo (*1846 †1907) - figlio di Giacomo Maria
- Gaetano (*1871 †1937) - diplomatico, primo ambasciatore italiano presso il Governo dei Soviet a Mosca, Ambasciatore italiano a Parigi, Senatore del Regno
- Guidobaldo (*1877 †1953) - ufficiale di marina, coi MAS di Gabriele D'Annunzio a Buccari, poi Ammiraglio
- Beatrice (*1881 †1945) - presidentessa internazionale della "Società delle Dame della Carità San Vincenzo de Paoli", venne uccisa a bastonate durante l'eccidio dei conti Manzoni
- Piero (*1933 †1963) - artista di fama internazionale
- Gian Ruggero Manzoni (*1957) - poeta, scrittore, pittore e critico d'arte
- Giuseppina Pasqualino di Marineo, in arte Pippa Bacca (*1974 † 2008), figlia di Elena Manzoni, sorella di Piero Manzoni - artista morta assassinata in Turchia

### Ramo Ansidei
Luigi Manzoni del ramo di Chiosca e Poggiolo, sposa Francesca, ultima discendente dei nobili Ansidei di Perugia. Al cognome Manzoni, del loro unico figlio maschio Giuseppe (Gran Cerimoniere alla Corte dei Savoia e membro a vita della Consulta araldica italiana), venne quindi unito anche quello Ansidei. Quattro appartenenti alla famiglia Manzoni Ansidei (Beatrice, Giacomo Maria, Luigi, Reginaldo) e la loro domestica, furono vittime di un omicidio - divenuto noto come l'eccidio dei conti Manzoni - compiuto da alcuni partigiani comunisti nella notte tra il 7 e l'8 luglio 1945. Dopo il fatto i cadaveri furono occultati e la villa di famiglia saccheggiata.
Arme: Inquartato nel 1º di azzurro al destrocherio armato tenente una mazza d'argento posta in banda con una stella d'oro a sei punte nel canton sinistro del capo; nel 2º d'argento a tre spine di pesce d'oro poste in fascia; nel 3º Partito: a) di rosso con bande in oro, b) di rosso con bande in argento; nel 4º con zampa in palo di leone rampante al color naturale
Motti d'Arme: A Deo et ad Deum; Fortiter et prudenter
|                           |                           |                                      |                   |                       |                       |
|                           |                           | Luigi Manzoni *1844 †1905            |                   |                       |                       |
|                           |                           |                                      |                   |                       |                       |
|                           |                           |                                      |                   |                       |                       |
|                           |                           | Giuseppe Manzoni Ansidei *1874 †1942 |                   |                       |                       |
|                           |                           |                                      |                   |                       |                       |
|                           |                           |                                      |                   |                       |                       |
| Giacomo Maria *1904 †1945 | Giacomo Maria *1904 †1945 | Luigi *1906 †1945                    | Luigi *1906 †1945 | Reginaldo *1907 †1945 | Reginaldo *1907 †1945 |

### Ramo Borghesi
Agostino Bartolomeo del ramo Chiosca e Poggiolo unisce al cognome Manzoni quello Borghesi, nobile famiglia di San Marino già imparentata con i Manzoni, il cui ultimo discendente, non avendo eredi, lascia tutti i suoi beni ad Agostino.
Arme: Partito: nel 1º troncato: a) d'azzurro al destrocherio armato tenente una mazza d'argento posta in banda con una stella d'oro a sei punte nel canton sinistro del capo, b) d'argento a tre spine di pesce di rosso poste in fascia; nel 2º d'azzurro al grifo d'oro, la coda spezzata e sanguinante
Motto d'Arme: Ad sidera
|                    |                                 |                        |                        |
|                    | Agostino Bartolomeo *1846 †1907 |                        |                        |
|                    |                                 |                        |                        |
|                    |                                 |                        |                        |
| Angelo *1882 †1950 | Angelo *1882 †1950              | Pietro 1886 †1940      | Pietro 1886 †1940      |
|                    |                                 |                        |                        |
|                    |                                 |                        |                        |
| Nicola *1921 †2005 | Nicola *1921 †2005              | Bartolomeo *1910 †1976 | Bartolomeo *1910 †1976 |
|                    |                                 |                        |                        |
|                    |                                 |                        |                        |
|                    |                                 | Gaetano *1939          |                        |

### Esplicative
1. ↑  D'Alessio, genealogia e Colussi. Come ricorda Floriani nella sua voce biografica del Manzoni, il titolo di "conte" annesso al feudo piemontese non fu riconosciuto dagli austriaci in quanto sottostante, dopo la guerra di successione polacca (1733-1738), alla monarchia sabauda.
2. ↑  D'Alessio, genealogia. Sulla paternità di Alessandro Manzoni sono stati posti molti dubbi, in quanto Giulia Beccaria non ebbe alcun trasporto amoroso per un uomo molto più anziano di lei e perché all'epoca la nobildonna era amante di Giovanni Verri, fratello minore del celebre filosofo e giurista Pietro. Si veda, per la questione, Floriani e Tellini, pp. 16-17.
3. ↑  Il nome di Alessandro gli fu dato in memoria del padre di Pietro, Alessandro, secondo ormai la consuetudine famigliare che durava da varie generazioni di alternare il nome di Pietro e di Alessandro. Cfr. Ginzburg, p. 8 e Venosta, p. 13.
4. ↑  Tratto dal libro delle Famiglie Nobiliari di Milano edito nel 1771, e già inciso su di una lapide sepolcrale del 1581 - in seguito distrutta e di cui restano alcune fotografia del periodo antecedente la seconda guerra mondiale - posta nella chiesa parrocchiale di Barzio

### Bibliografiche
1. ↑  Venosta, p. 12, nota 2.
2. ↑  Pensa.
3. ↑  Boneschi, p. 164.
4. 1 2 3  Borella Andrea (a cura di): Annuario della Nobiltà italiana, parte II, sub voce, edizione XXXIII, 2015-2020.
5. ↑  Cantù, pp. 117-120.
6. 1 2 3 4 5  D'Alessio, genealogia.
7. ↑  Ginzburg, p. 345.
8. ↑  Pensa:
«avviò una discendenza che, alternando i nomi di Alessandro e di Pietro Antonio, giunse, dopo tre generazioni, a quel Pietro Antonio che ebbe per figlio il grande romanziere.»
9. ↑  Cantù, pp. 271-272 e Venosta, p. 12.
10. 1 2  Colussi.
11. 1 2  Boneschi, p. 165.
12. ↑  Pensa:

«Paolo, suo fratello più anziano, divenne canonico del duomo; con lui e con diverse sorelle,tra le quali una monaca che aveva lasciato il velo in seguito alle leggi promulgate da Giuseppe II, Pietro si trasferì a Milano in una casa del Naviglio della parrocchia di San Babila e prese a frequentare la società bene della metropoli, condottovi da parentele e da conoscenze.»
13. ↑  Ginzburg, p. 8.
14. ↑  Boneschi, p. 207.
15. ↑  Tellini, p. 22 e Floriani.
16. ↑  Si veda anche il lavoro genealogico completato da Beck.
17. ↑  Venosta, p. 62.
18. ↑  Colussi e Venosta, p. 13, nota 2.
19. ↑  De Feo, p. 27.
20. ↑  Cerretti e la scheda curata da Cassignoli, 2.
21. ↑  Famiglia del Manzoni.
22. ↑  Cassignoli.
23. 1 2 3  Arese, p. 32.
24. 1 2 3 4 5  Arese, p. 28.
25. ↑  Enrico Manzoni - famiglia.
26. 1 2 3  Spreti, p. 339 §2.
27. ↑  Rota, p. 13.
28. ↑  Arese, p. 29.
29. ↑  E l'erede difende l'antenato.
30. 1 2  Arese, p. 30.
31. ↑  Magri, p. 243.
32. ↑  Arese, pp. 30-31.
33. 1 2  Arese, p. 31.
34. ↑  Arese, p. 33.
35. ↑  Citato come padre in una lettera a firma del figlio Simone, detto Manzino, conservata presso l'Archivio di Stato di Milano sezione Archivio Ducale/Sezione Archivio Sforzesco/Registri delle Missive.
36. 1 2  Simone e Guglielmo sono menzionati nella missiva, citata nella precedente nota, quali soggetti ereditari del padre Giacomo di un terreno in zona di Concenedo.
37. ↑  Pasio, prima di commettere omicidio e darsi latitante per alcuni anni, è menzionato - con i fratelli Lorenzo e Antonio e i nipoti Pietro e Giacomo, figli del fratello Ambrogio - in un atto notarile datato 1507 presente presso l'Archivio Notarile di Bergamo, quali beneficiari di un lascito di bestiame del fratello Ambrogio.
38. ↑  Giacomo Maria è conosciuto come conte di Ravenna
39. 1 2  Domenico Maria e Antonio sono richiamati ad un possedimento di terreno con mulino in zona Camerata Cornello, Val Brembana, da atto notarile presente presso l'Archivio di Stato di Venezia, Ambiti Territoriali, Serenissima Repubblica di San Marco, dal 1570 al 1630, Epistole Autografe e Atti al Senato
40. ↑  Enzo Pini.
41. ↑  Archivio plebano di Lecco
42. 1 2 3 4  Archivio parrocchiale di Castello
43. ↑  «Nato di fornicatione da Giacomo Maria Manzoni del Caleotto e da Caterina Grossi del massaro Giacomo». Archivio parrocchiale di Castello
44. ↑  Archivio parrocchiale di San Babila;
45. 1 2 3  Riva.
46. ↑  Cerretti.
47. ↑  Spreti e Annali Manzoniani, p. 408, p. 408
48. ↑  Diploma Imperiale in data 15 novembre 1682
49. ↑  Come da Diploma Imperiale del 31 ottobre 1820
50. ↑  mantenuto fino al 1768
51. ↑  Adottato con l’investitura al titolo di Conti di Chiosca e Poggiolo, questo arme è riconosciuto ed iscritto nell’Elenco Ufficiale Nobiliare Italiano ed è rappresentato nelle Tavole Albriziane rappresentanti gli stemmi delle famiglie nobili del lughese alla metà del XVIII secolo
52. ↑  Territorio di cui faceva parte Lugo.
53. ↑  Bruno Vespa.